# إدموند أيرونسايد
إدموند إيرونسايد أو إدموند الثاني (989 - 30 نوفمبر 1016) ملك إنجلترا(من 23 أبريل - 18 أكتوبر 1016) ثم ملك وسكس (من 23 أبريل - 30 نوفمبر 1016)، له لقب غير مسجل «إيرونسايد» حتى 1057، ولكن قد يكون المعاصر، أعطيت له بسبب شجاعته في مقاومة الغزو الدنماركي بقيادة كنوت العظيم، بحيث خاض خمس معارك ضد الدنماركيين، وانتهت بهزيمته ضد كنوت في 18 أكتوبر في معركة أساندون وبعد ذلك وافقوا على تقسيم المملكة، إدموند أخد وسكس ولندن وكنوت بقية البلاد، توفي إدموند بعد ذلك بوقت قصير في 30 نوفمبر، وأصبح كنوت ملك كل إنجلترا.
لم يكن من المتوقع أن يُتوج إدموند ملكًا لإنجلترا؛ ولكن، بحلول يونيو 1014، توفي شقيقاه الكبيران، ما جعله وريثًا واضحًا للعرش. غزا سوين فوركبيرد إنجلترا في نهاية العام نفسه، لكنه توفي بعد ذلك بوقت قصير، ما مهد الطريق لعودة إثيلريد إلى العرش، وبالفعل عاد ولكن ليس بدون معارضة. هُزم كنوت، ابن سوين، وعاد إلى الدنمارك، حيث بدأ بتجميع جيش للغزو لإعادة احتلال إنجلترا. ولم يصل الجيش لإنجلترا حتى عام لاحق.
بعد استعادة العرش، شرعت العائلة المالكة في تعزيز قبضتها على البلاد بمساعدة إيدريك ستريونا (صهر إدموند). عُوقب الأشخاص الذين وقفوا إلى جانب الدنماركيين عام 1014، وقُتل بعضهم الآخر. في إحدى الحالات، قُتل شقيقان، موركار وسيغفيرث، واستولى إثيلريد على ممتلكاتهما. سُجنت إلدغيث، أرملة سيغيرث، داخل دير، لكنها لفتت انتباه إدموند بالفعل. عاد كنوت إلى إنجلترا في أغسطس 1015. خلال الأشهر القليلة التالية، نهب كنوت معظم إنجلترا. انضم إدموند إلى إثيلريد للدفاع عن لندن، ولكن في عام 1016، أطلق إدموند على نفسه لقب إيرل إيست ميدلاندز بصورة غير رسمية وقام بانقلاب ضد والده. أخذ إلدغيث من الدير وتزوجها دون إذن الملك. كان من الممكن أن يكون زواجًا مفيدًا سياسيًا، إذ كانت تنتمي إلى إحدى أقوى العائلات في ميدلاندز.
توفي إثيلريد في 23 أبريل 1016، ما جعل إدموند ملكًا. لم يحدث أي قتال يُذكر حتى صيف 1016، إذ خاض إدموند خمس معارك ضد الدنماركيين، وانتهت بهزيمته في 18 أكتوبر في معركة أساندون، ووافقوا بعدها على تقسيم المملكة، وأخذ إدموند وسكس في حين استولى كنوت على باقي البلاد. توفي إدموند بعد ذلك بوقت قصير في 30 نوفمبر، تاركًا ولدين، إدوارد وإدموند. بعد ذلك، أصبح كنوت ملكًا على كامل إنجلترا، ونفى الأفراد الباقين من عائلة إدموند.

## النشأة
يعد التاريخ الدقيق لميلاد إدموند غير واضح، ولكن من غير الممكن أن يكون بعد عام 993، إذ كان حينها من الموقعين على المواثيق مع شقيقيه الأكبرين. كان الثالث بين ستة أبناء للملك إثيلريد أونريدي وزوجته الأولى ألفغيفو، والتي يُحتمل أنها ابنة الإيرل ثورد من مملكة نورثمبريا. كان أخواه الأكبر سنًا هما إثيلستان (توفي عام 1014)، وإغبرت (توفي حوالي عام 1005)، وإخوته الأصغر سنًا هم إيدرد وإدويغ وإدغار. كان لديه أربع شقيقات، إيدغيث (أو إديث) ألفغيفو وولفيلدا ورئيسة راهبات دير ويرويل. توفيت والدته حوالي عام 1000، وتزوج والده مرة أخرى، هذه المرة من إيما نورماندي، التي أنجبت له ولدين، إدوارد المعترف وألفريد، وابنة واحدة أسمتها غودا.
كان إثيلريد وإدموند مقربين، ويُحتمل أنهما شعرا بالتهديد بسبب طموحات إيما لأبنائها. زعم كتاب حياة إدوارد المعترف، الذي كُتب بعد خمسين عامًا، أن الإنجليز وعدوا إيما حين كانت حاملًا بطفلها، أنهم سيبايعونه ملكًا عليهم إذا كان صبيًا. لكن، قد يكون هذا الادعاء مجرد دعاية.